# Гольтер, Людвиг фон
Людвиг фон Гольтер (нем. Ludwig von Golther; 1823—1876) — вюртембергский государственный деятель; Почётный гражданин города Штутгарта.

## Биография
Людвиг фон Гольтер родился 11 января 1823 года в городе Ульме. После получения среднего образования, успешно окончил Тюбингенский университет по кафедре философии и права.
В 1861 году был назначен министром народного просвещения. Ему принадлежит закон 30 января 1862 года, упорядочивший отношения католической церкви к государству, о чем он написал в 1874 году в своём труде «Der Staat u. die katholische Kirche im Königreich Württemberg». 
Он существенно улучшил положение народных учителей, преобразовал политехническую школу и естественно-исторический факультет в альма-матер. 
В 1878 году он опубликовал в Лейпциге свою работу озаглавленную «Der moderne Pessimismus».
Людвиг фон Гольтер умер 17 сентября 1876 года в городе Штутгарте.
За заслуги перед отечеством был награждён орденом Вюртембергской короны и орденом Фридриха.

## Избранная библиография
- «Der Staat und die katholische Kirche im Königreich Württemberg.» (Штутгарт, 1874).
- «Der moderne Pessimismus.» (Лейпциг, 1878 год).